# Hinüberscher Garten

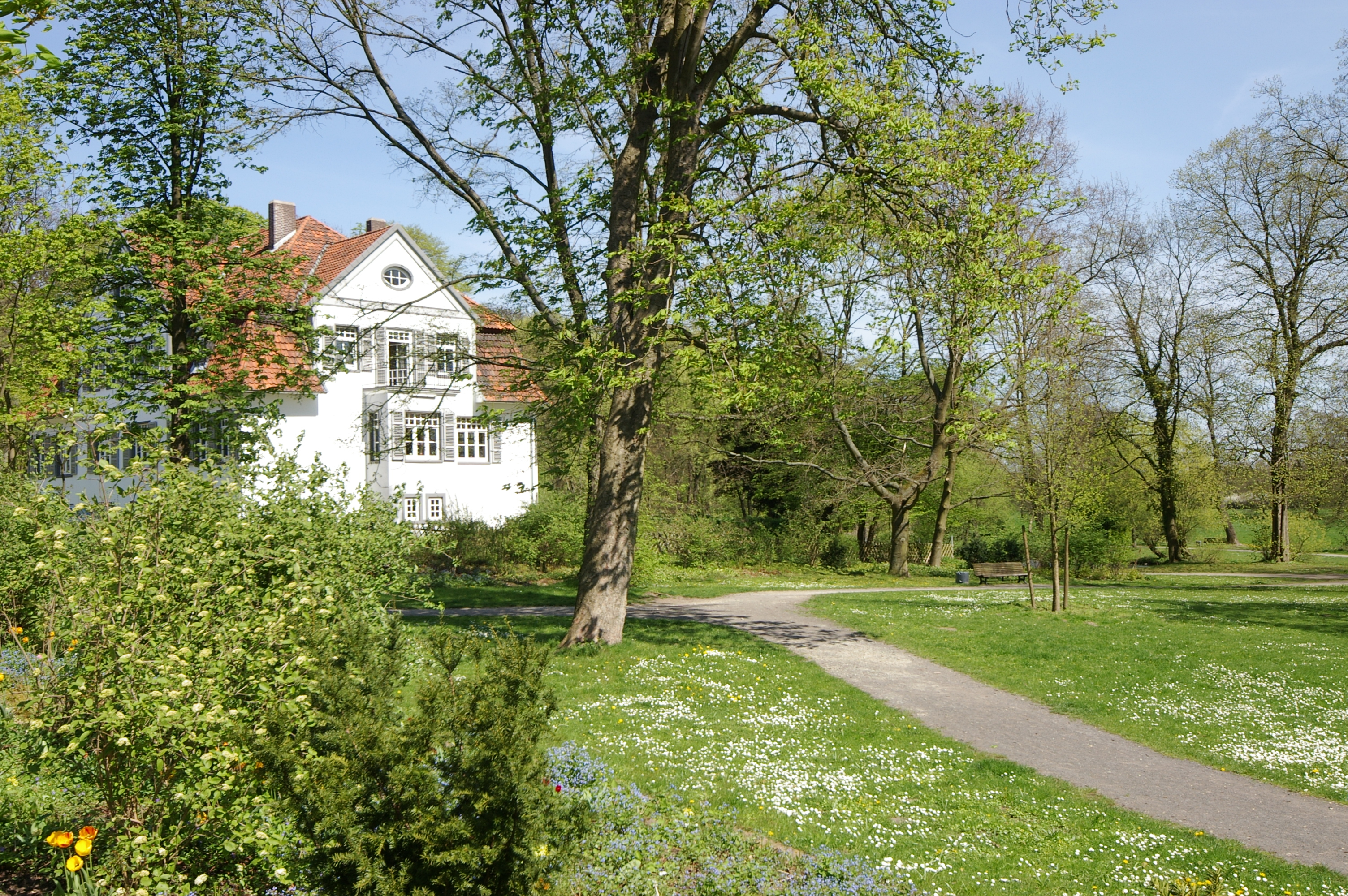
Eingang zum Hinüberschen Garten

Der Hinübersche Garten in Hannover zählt zu den frühesten Landschaftsgärten in Deutschland. Er liegt im Stadtteil Marienwerder im Nordwesten der Stadt. Durch den Garten führt der Wander- und Fahrradweg Grüner Ring.

## Geschichte

### Entstehung und kulturelle Bedeutung
Mit der Anlage des Parks am Kloster Marienwerder war um 1766 nach Plänen von Jobst Anton von Hinüber begonnen worden. Er war seit 1760 der Amtmann des Klosters. 1764 wurde der damalige Legationsrat, Oberpostkommissar und Klosteramtmann auch erster Intendant, das heißt Leiter der neu gegründeten General-Wegebau-Intendance, der ersten Straßenbaudirektion des Kurfürstentums Hannover. Auf Wunsch Königs Georg III. gründete er im selben Jahr mit mehreren einflussreichen Männern eine „Gesellschaft zur Hebung der Landwirtschaft“. Sie erlangte später als „Albrecht-Thaer-Gesellschaft“ große Bedeutung. Die Güter von Marienwerder wurden zur Musterfarm. Hinüber testete hier neue englische Geräte, Maschinen und Anbautechniken.
In der Nähe des Klosters gab es damals größere Flächen an Ödland, Dünen, Wald und Weideflächen. Acht Jahre später hatte Hinüber das Erscheinungsbild des Klosters verändert. Auf einer Fläche von 40 Hektar war der Hinübersche Garten entstanden, einer der ersten Landschaftsparks in Deutschland.
Entscheidend für die Entstehung des Parks war eine mehrmonatige Englandreise Hinübers in den Jahren 1766/67. Er besuchte damals bedeutende englische Gartenanlagen in „neuerem Geschmack“ und hielt seine Eindrücke in einem ausführlichen Tagebuch fest. Der Garten gehörte bis in die erste Hälfte des 19. Jahrhunderts zum Pflichtprogramm kultivierter Besucher des Kurfürstentums Hannover.

### Erneuerung
Im Laufe der Jahrhunderte war viel von den ursprünglichen Strukturen überwuchert worden. Auch von der einstigen Ausstattung, Brücken und Pavillons ist viel verloren gegangen. Der Hinübersche Garten in Marienwerder wurde nach seiner Erstanlage nie umgestaltet, blieb also in den Grundstrukturen bis heute erhalten. Ursprünglich war er 35 ha groß, heute werden nur noch 20 ha gepflegt. Im Rahmen des Projektes „Stadt als Garten“ zur Weltausstellung Expo 2000 wurde die Parkanlage mit Ausnahme der verlorenen Bauten nach historischem Vorbild weitgehend wieder hergerichtet. Im Winter 1998 begannen die Wiederherstellungsarbeiten. An einigen Stellen wurden Bäume und Sträucher entfernt, um alte Aussichten und Blickachsen frei zu stellen. Das Wegesystem wurde erneuert und ergänzt, die Denkmale im Park in Stand gesetzt. Außerdem stehen für die Besucher neue Bänke an den Wegen.

## Der Park

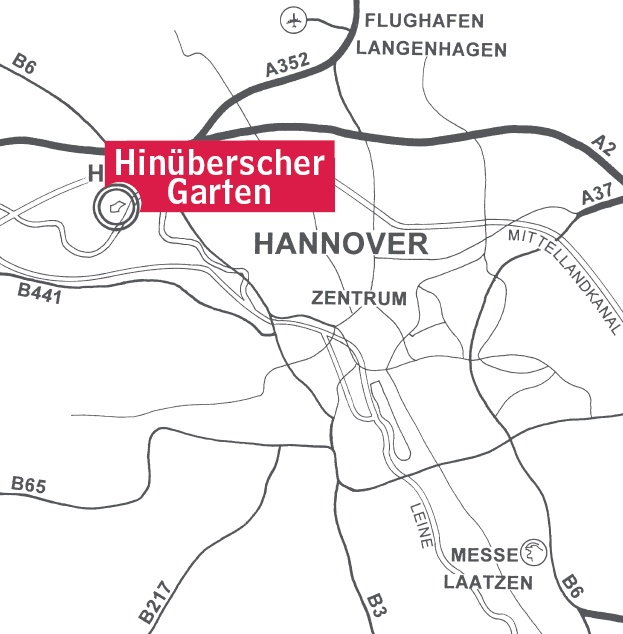
Lage im Stadtgebiet Hannover

### Eingang
Nördlich des Klosters Marienwerder befindet sich der eigentliche Eingang in den Park in Form einer von Gehölzen umrahmten Rasenfläche. Dieser Bereich war der Garten des alten Amtmannshauses, das heute nicht mehr steht. Eine Ecke des Hauses ist nachempfunden und mit einer Gedenktafel, gestiftet von der Familie von Hinüber, versehen.
Um den Garten-Eindruck nicht zu stören, wurden bei der Anlage des Parks landwirtschaftliche Gebäude verlegt. Viele Stauden, wie Buschwindröschen, Kaukasusvergissmeinnicht, Primel und Funkie wurden hier neu gepflanzt. Dazu kommen Eiben, Heckenkirschen, Weißdorn und Flieder. Dieser typische Garten in Hausnähe ist als Kontrast zum Landschaftspark gedacht. Die Vorbilder dieser Trennung liegen in England.
Aus dem Garten führt eine Blickachse über den Teich auf die bewaldete Düne. Der Obelisk ist von hier aus nicht mehr zu sehen.

### Teich mit Blumeninsel

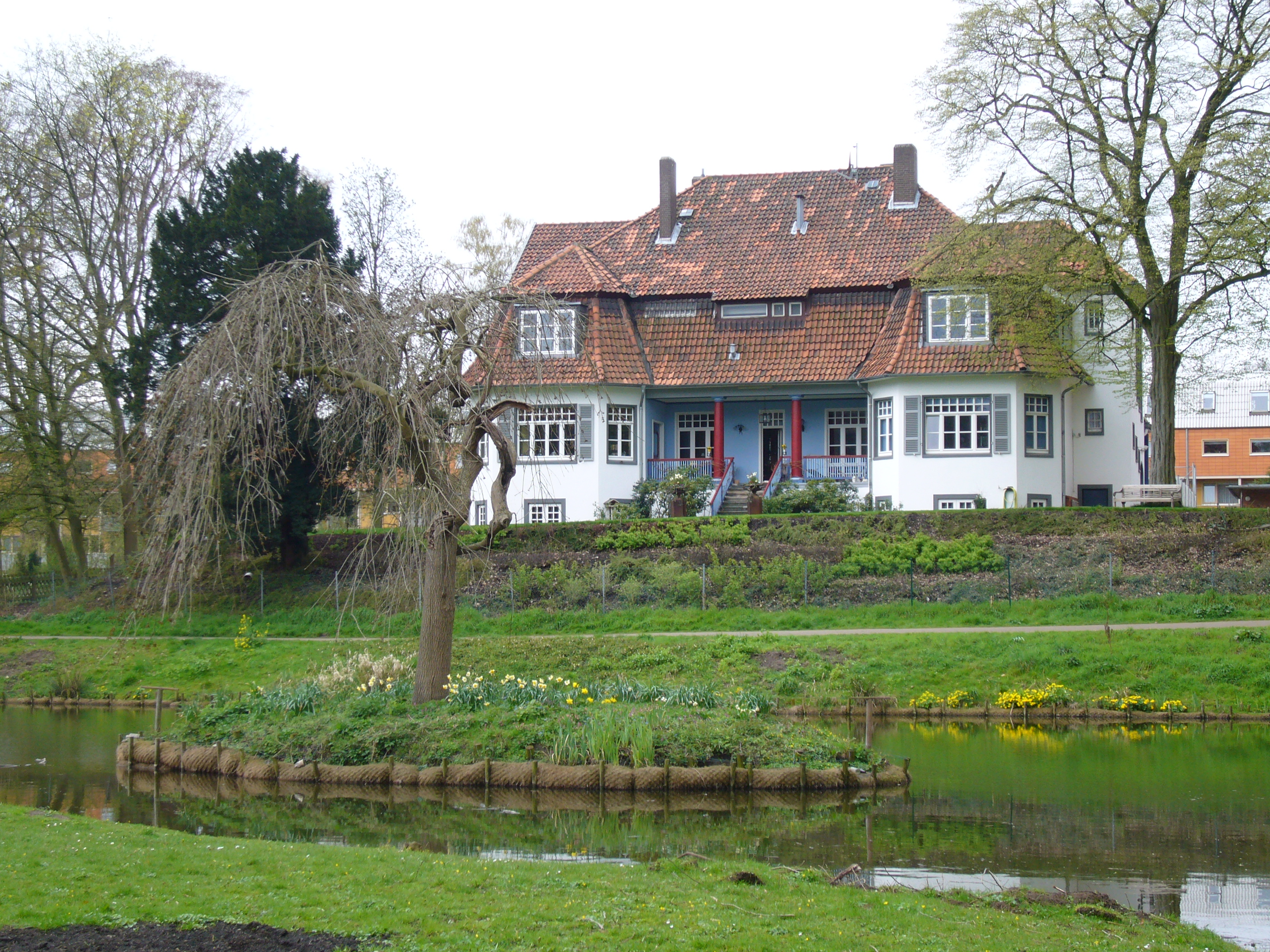
Teich mit Blumeninsel

Der Teich mit seiner Blumeninsel wurde als erster Anziehungspunkt in dem Garten entworfen. Das Teichufer ist abgeflacht und bewachsen. Die Blumeninsel ist üppig von Blumen bedeckt.
Ursprünglich befand sich am Ufer eine Grotte. Vermutlich gab es auch die Nachbildung einer venezianischen Gondel auf dem Wasser. Sie sollten an die Antike, beziehungsweise an italienische Gärten des 16. Jahrhunderts, erinnern.
Der chinesische Pavillon und die Brücke sind nicht mehr vorhanden. Eine Sitzbank trug die Inschrift: „Eine der schönsten Gaben des Himmels ist es, ein unbemerktes, mäßiges und ruhiges Leben führen zu können, Schatten und Licht in der Seele zu ordnen, und die Schönheiten der Natur anzulächeln.“

### Quantelholz
Das Quantelholz ist ein alter Wald, in dem Eichen und Rotbuchen wachsen. Er bildet einen Gegensatz zu den offenen Weideflächen im Park. Am anderen Ende des Waldes steht eine junge Eiche. Sie wurde 1996 gepflanzt und erinnert an die mächtige Königseiche. Ihren Stumpf gab es noch bis 1950. Die Königseiche bekam im Volksmund ihren Namen 1846. Damals untersagte König Ernst August von Hannover das Fällen des Baumes, der „von Künstlern und Naturfreunden für eine nach Möglichkeit zu schonende Naturmerkwürdigkeit erachtet“ wurde.
Am Rande des Quantelholzes, zur Leineaue hin, erinnert ein Denkmal an den frühen Tod der Cecilie von Issendorff, einer Nichte von Hinübers Sohn Gerhard. Cecilie verunglückte 1818 an dieser Stelle bei einem Ausritt. Die Zeilen auf dem Denkmal lauten:

„Welkst du liebliche Blume, – zu zart für die Stürme der Erde – ach, so früh’ dich nahm – der dich uns schenkte zurück.
Doch uns lebt dein heiliges Bild – im sehnenden Herzen – bis wir in Edens Flur – himmlisch erblühend dich schaun.“

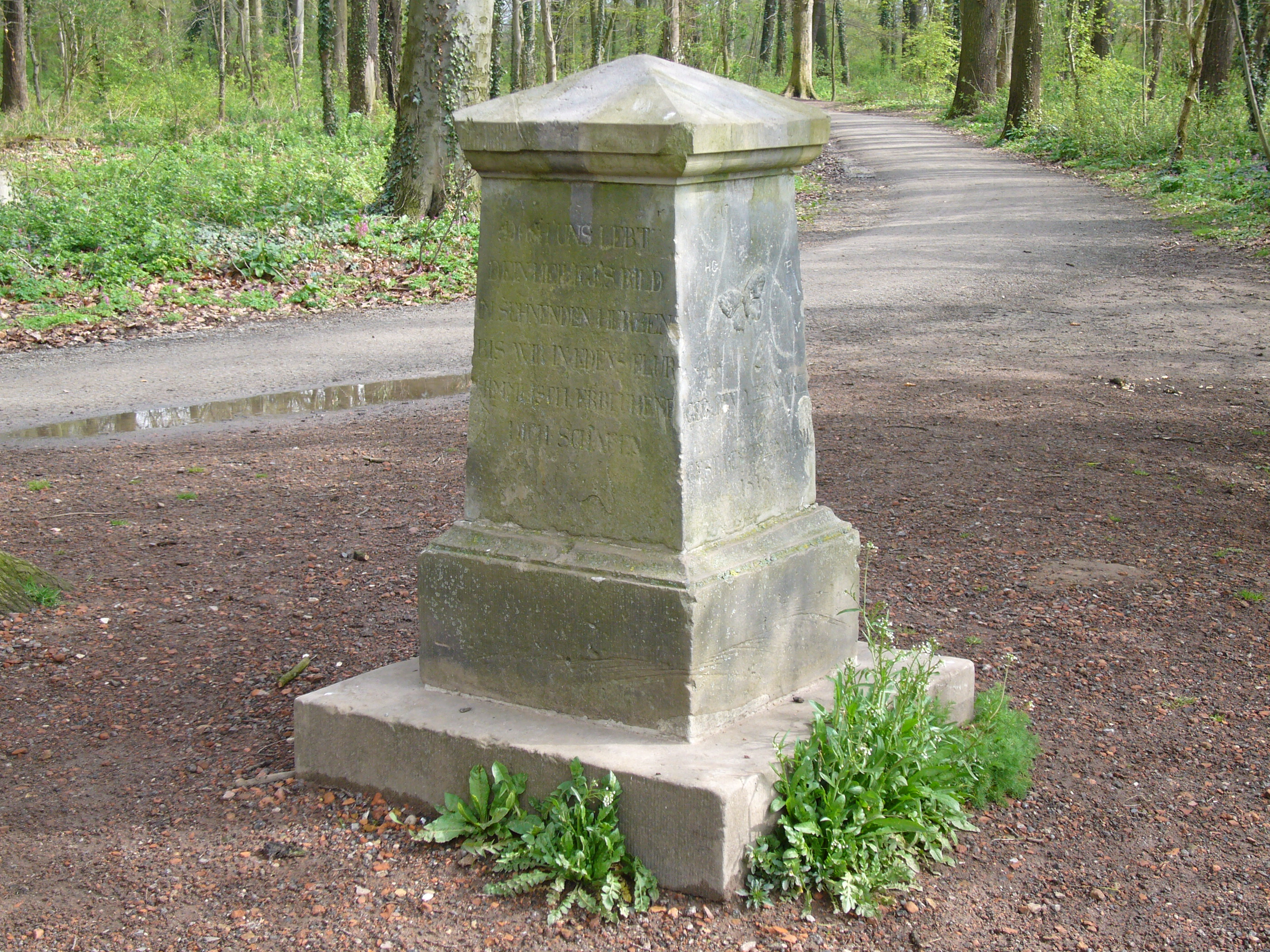
Denkmal an den frühen Tod der Cecilie von Issendorff
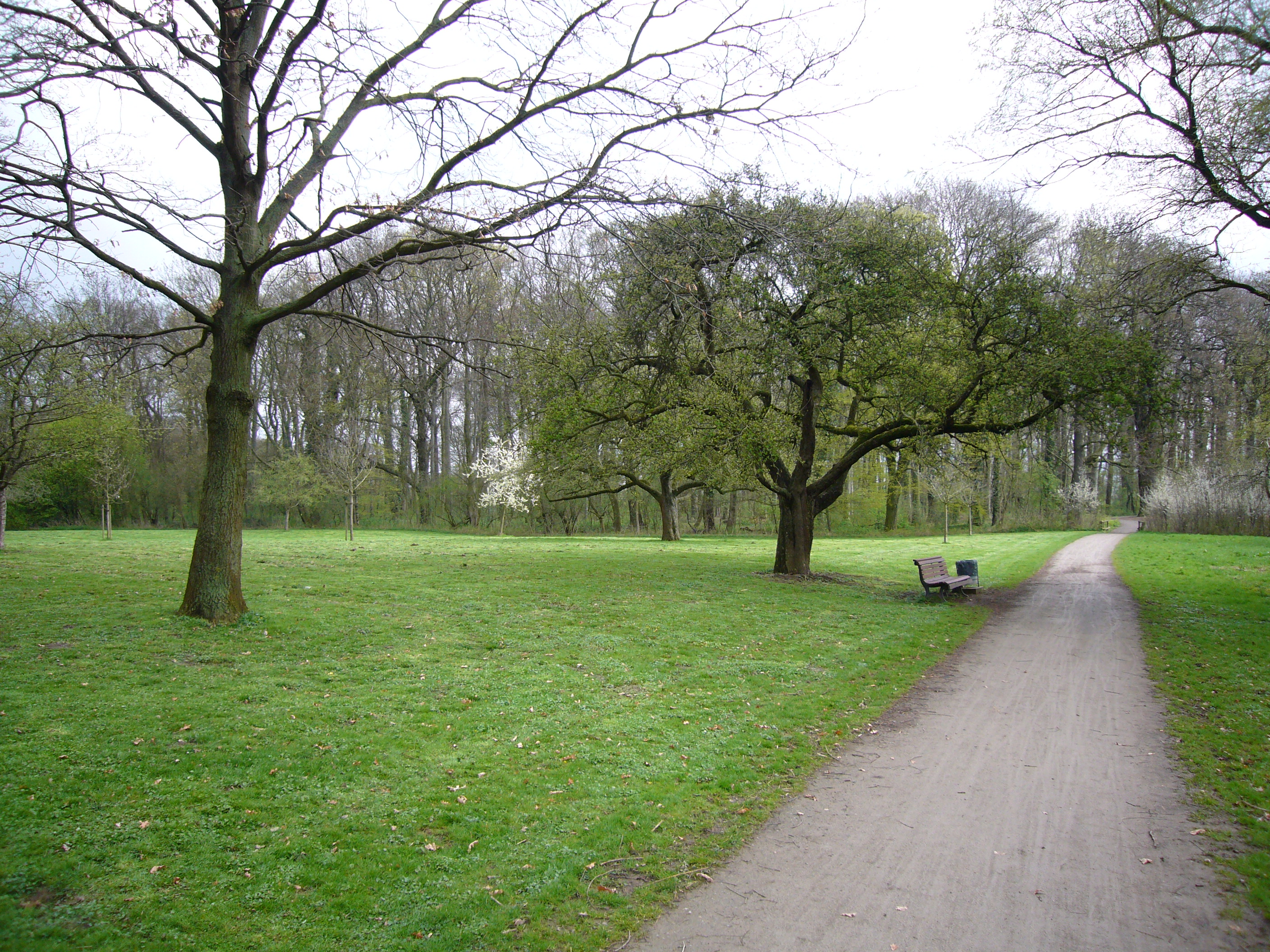
Quantelholz
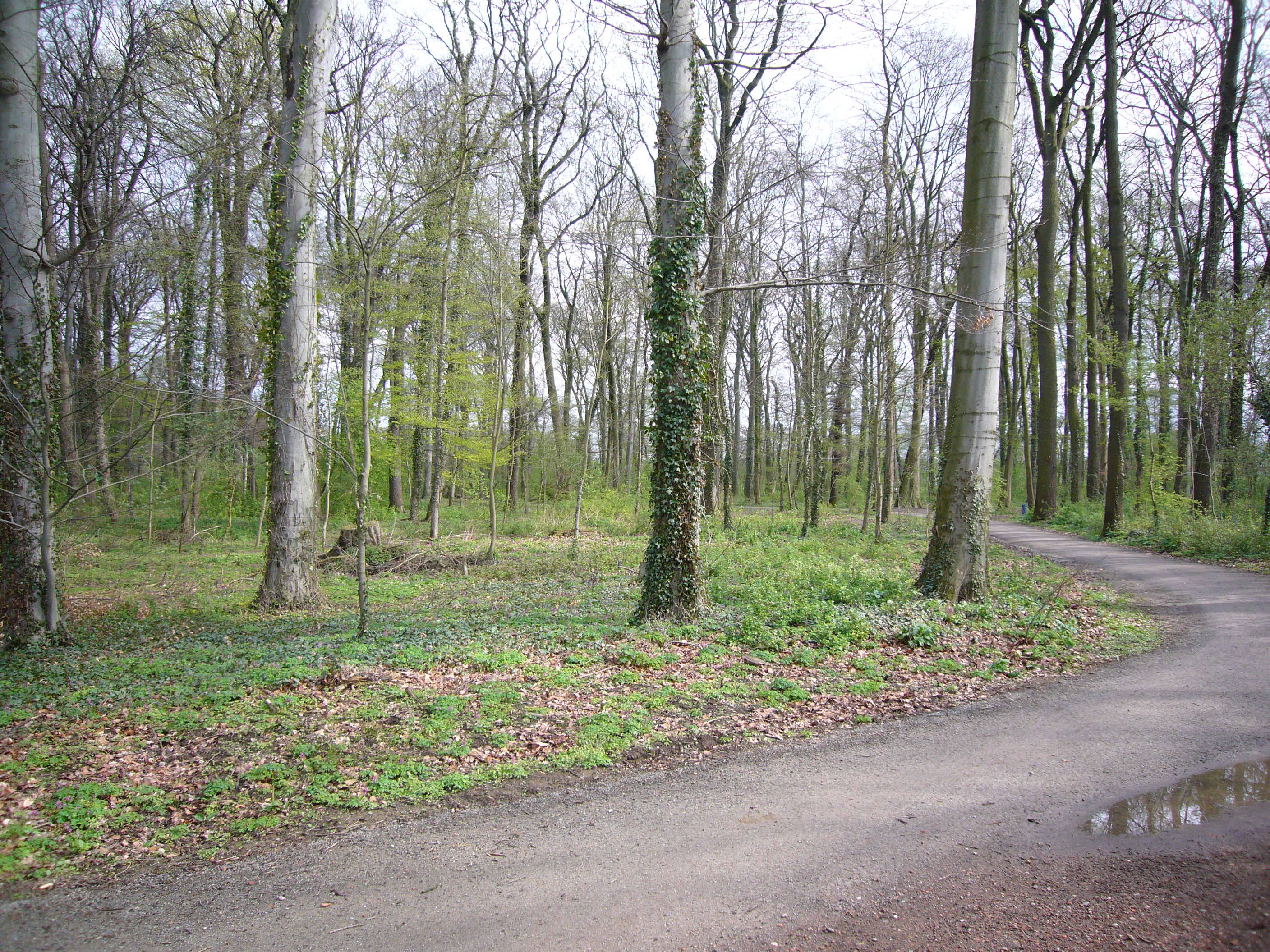
Quantelholz
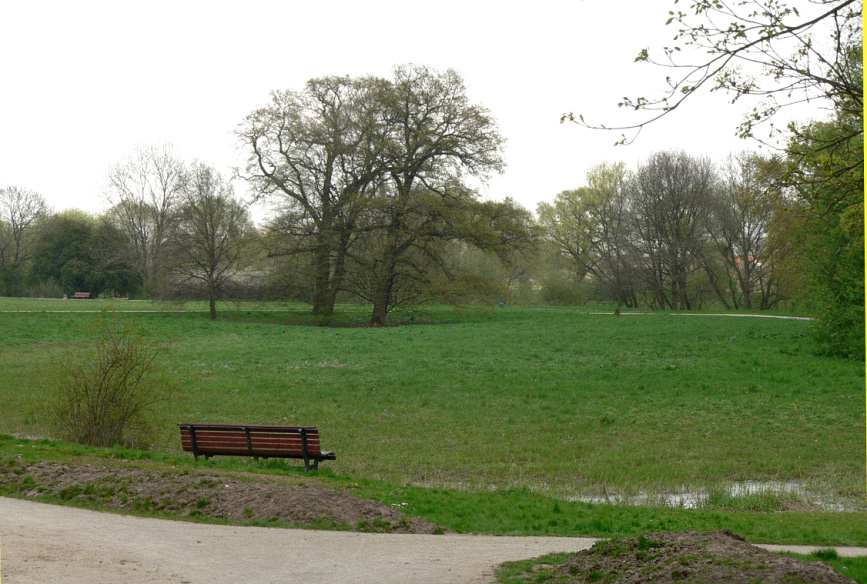
Englischer Landschaftspark
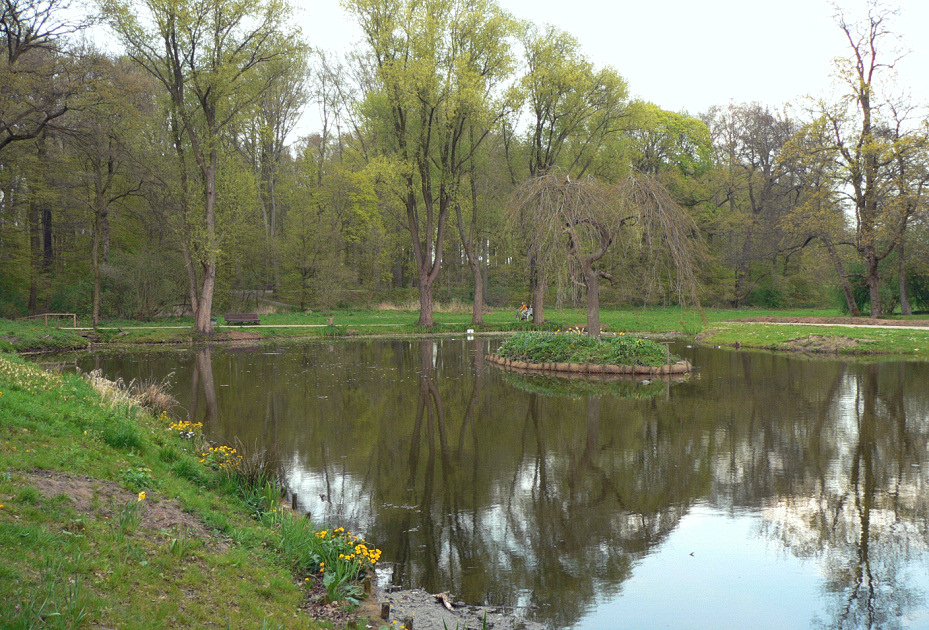
Teich mit Blumeninsel

### Hexenturm

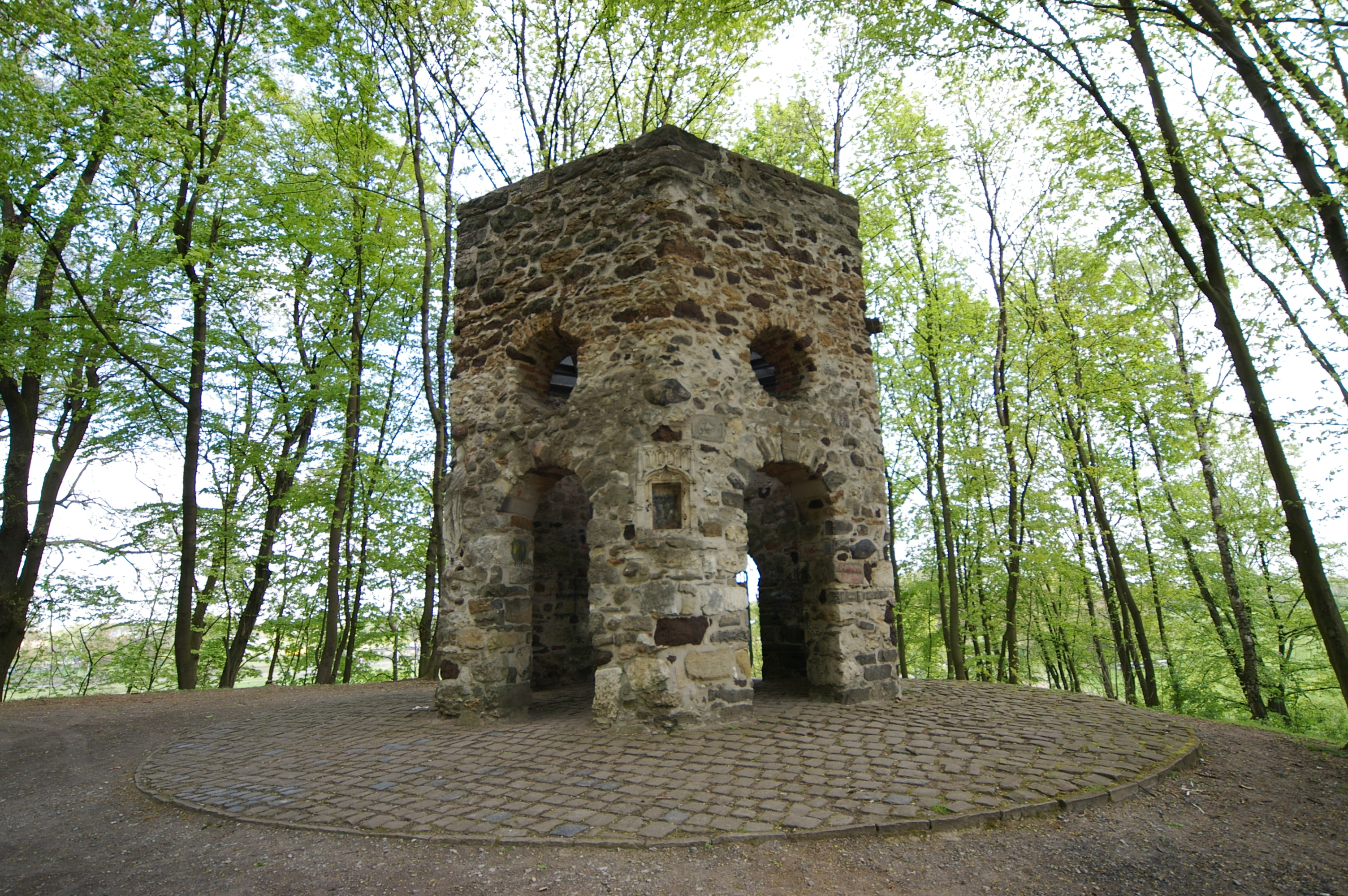
Der Hexenturm im Hinüberschen Garten

Beim Hexenturm, einer künstlichen Ruine, handelt es sich um ein Folly als exzentrische Gartenstaffage. Der Turm liegt auf einer Düne, zu der in Sichtweite der Leine ein Weg verläuft und sich zur Düne hinaufwindet. Diese „Inszenierung“ der Ruine ist ein deutliches Beispiel dafür, wie Blicke der Spaziergänger im Park gelenkt werden. Die Bilder, die den Besuchern gezeigt werden, ähneln der Landschaftsmalerei des 17. und 18. Jahrhunderts.
Der Hexenturm wurde möglicherweise aus Resten eines 1724 abgebrochenen Klosterflügels errichtet. Er ist ein deutlicher Hinweis auf die englischen Vorbilder des Parks. Die Skizze eines vergleichbaren Bauwerks in England befindet sich in dem Tagebuch von Jobst Anton von Hinüber. Der erhöht gelegene Turm bietet eine gute Aussicht über den Park und die Umgebung. Ein Jahr vor dem Tod Hinübers besuchte der bekannte Kieler Gartenschriftsteller Christian Cay Lorenz Hirschfeld den Garten. Er bewunderte am Hexenturm die Sicht auf „den Lauf der Leine, die Stadt Hannover mit ihren Thürmen, auf Wälder und Berge“. Durch einen „Trick“ wurde der Park über seine eigentlichen Grenzen hinaus erweitert. Häufig zogen sich Alleen weit in die Landschaft hinein und ließen den Park so den eigentlichen Gutsbereich überspringen.

### Ehemalige Einsiedelei und Druidenaltar

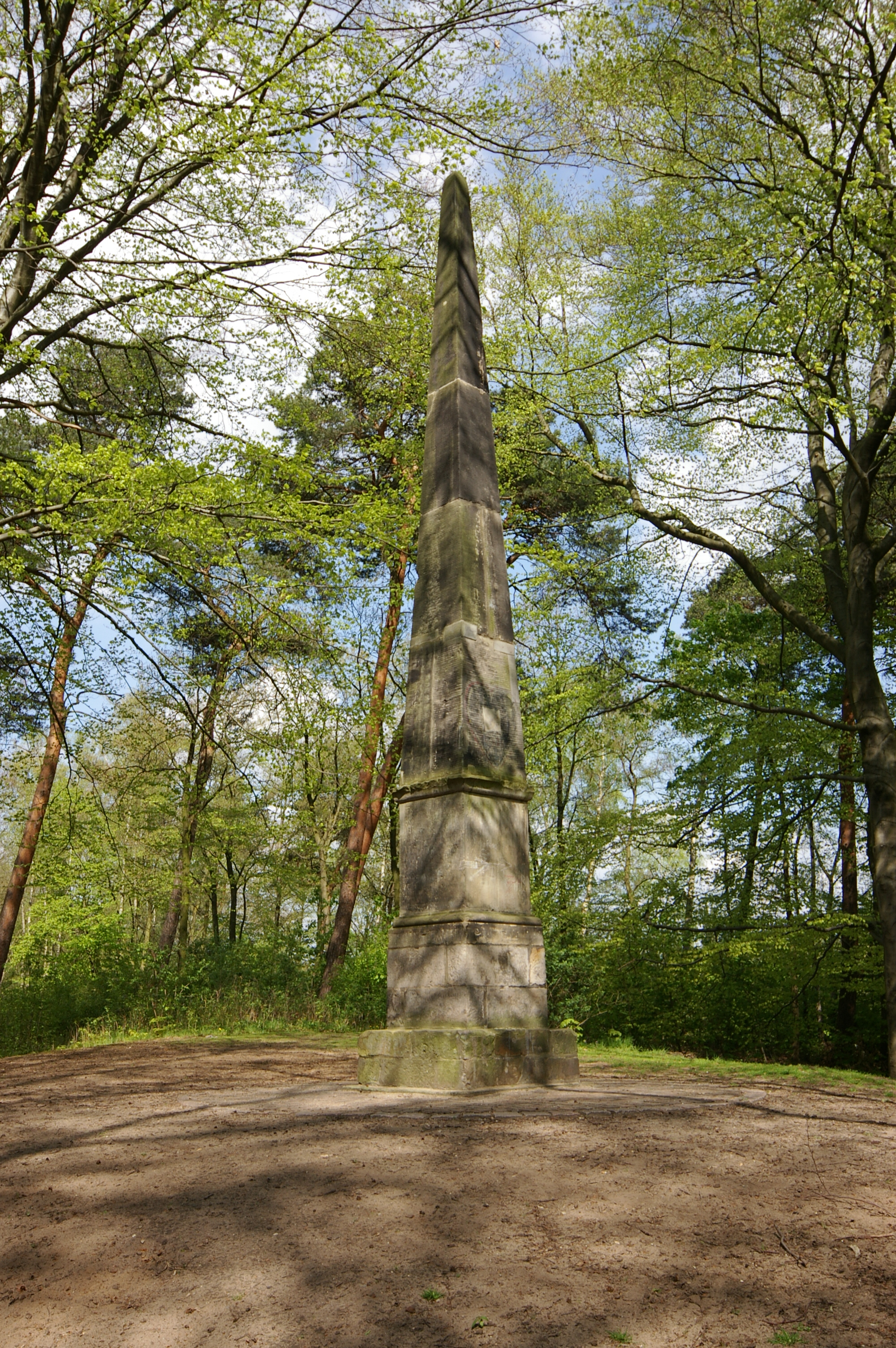
Obelisk auf dem Glockenberg

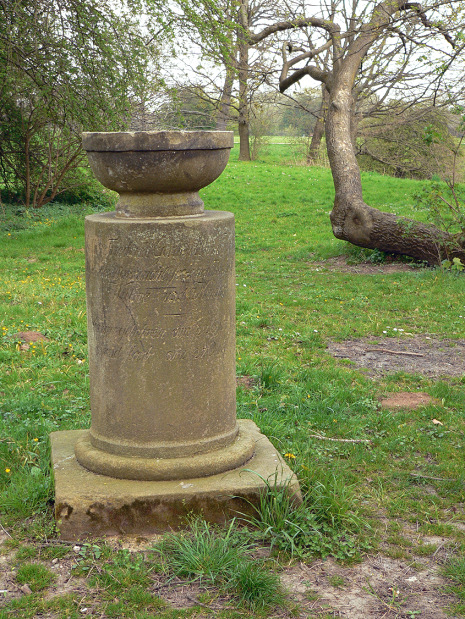
Denkmal für Gerhard von Hinüber, den Sohn von Jobst Anton von Hinüber im Hinüberschen Garten

Ein Weg führt vom Hexenturm, an der bewaldeten Düne entlang, zum gegenüber liegenden Hügel. Dort sind noch die Fundamente einer ehemaligen Einsiedelei zu sehen. (Bezahlte) Einsiedeleien galten in frühen Landschaftsgärten als Motiv meditativer Zurückgezogenheit und sollten religiöse und schreckhafte Gefühle wecken und vermischen. Innen sollen ein Kruzifix, ein Rosenkranz, Marienbilder und Gebetbücher zu sehen gewesen sein. Auf dem Altar lag eine Tabakdose, ein Detail aus einem damals weit verbreiteten Roman des englischen Autors Laurence Sterne.
In der Nähe befindet sich der „Druidenaltar“ aus drei großen Feldsteinen unter einer alten Eiche. Weiter bergab gab es einst einen fiktiven Friedhof. Von dem Grabhügel und dem an einer Eiche angebrachten Totenkopf ist nichts mehr zu sehen. „Begraben“ waren dort Figuren aus Sternes Roman.

### Obelisk auf dem Glockenberg
Aus der Nähe des im 19. Jahrhundert angelegten Gemeindefriedhofs zeigt sich der 15 Meter hohe Obelisk auf der Kuppe des Glockenberges. Heute fallen die Blicke vom Obelisk aus unter anderem auf den neuen Wissenschaftspark der Universität Hannover. Ursprünglich konnte man von hier aus durch alleeartige Rasenbahnen bis zum Hexenturm und bis zum Amtmannshaus, beziehungsweise zum Klostergebäude sehen. So ergab sich eine dreieckige Achsenbeziehung innerhalb des Gartens. Der Weg zum Obelisken ist der steilste in der Parkanlage.

### Denkmal Gerhard von Hinüber
Der Weg zurück über die bewachsene Parkdüne zeigt den bewussten Kontrast zwischen dem dunklen Waldstück und der offenen, hellen Aue. Vom Teich aus ist in Richtung Leine eine Baumgruppe zu sehen. Der Weg dorthin folgt einer Böschung, einer Terrassenkante des Flusses. Unter den Bäumen steht ein Denkmal – eine Säule mit aufgesetzter Schale – für den Sohn des Parkschöpfers Gerhard von Hinüber. Die Säule wurde von seiner Gattin Juliane errichtet. Ein empfindsamer Gedenktext ist
zu lesen: „Otto Friedrich Gerhard von Hinüber stiften dies Denkmal, seine um ihn tief trauernde Witwe und Kinder. Er war geboren am 22. November 1752 und starb am 27. May 1815.“
Von hier aus bieten sich reizvolle Aussichten auf die Klosterkirche, die Auenlandschaft und das Quantelholz.

## Hörspaziergang
Seit 2013 haben Besucher die Möglichkeit, sich mit Hilfe eines Hörspaziergangs durch die unterschiedlichen Stimmungsräume der Parkanlage führen zu lassen und deren Gestaltungsideen erläutert zu bekommen. Audiodateien und der Übersichtsplan für den rund 45-minütigen Audiowalk können im Vorfeld heruntergeladen oder am Parkeingang über einen QR-Code aufgerufen werden.